# Amora (Seixal)
Amora è una freguesia del Portogallo nel comune di Seixal, nel Distretto di Setúbal. Nel 2011 possedeva una popolazione di 48.629 abitanti ed un'area di 27,31 km².
Le prime attestazioni della città risalgono al 1384, nella Crónica de D.João I, opera del cronista Fernão Lopes.
La freguesia fu elevata a rango di vila, vale a dire una sorta di piccola città, il 30 giugno 1989 ed assunse il titolo di città il 20 maggio 1993.